# 波氏勒紋麗鯛
波氏勒紋麗鯛，為輻鰭魚綱鱸形目隆頭魚亞目慈鯛科的其中一種，分布於非洲坦干伊喀湖流域，體長可達15公分，棲息在礫石底質水域，生活習性不明，可作為觀賞魚。